# Folsomides almanzorensis
Folsomides almanzorensis är en urinsektsart som beskrevs av Lucianez och Simòn 1991. Folsomides almanzorensis ingår i släktet Folsomides och familjen Isotomidae. Inga underarter finns listade i Catalogue of Life.